# رزافونگین
رزافونگین (انگلیسی: Rezafungin) یک داروی ضد قارچ از دسته اکینوکاندین است.